# 茂林寺前駅

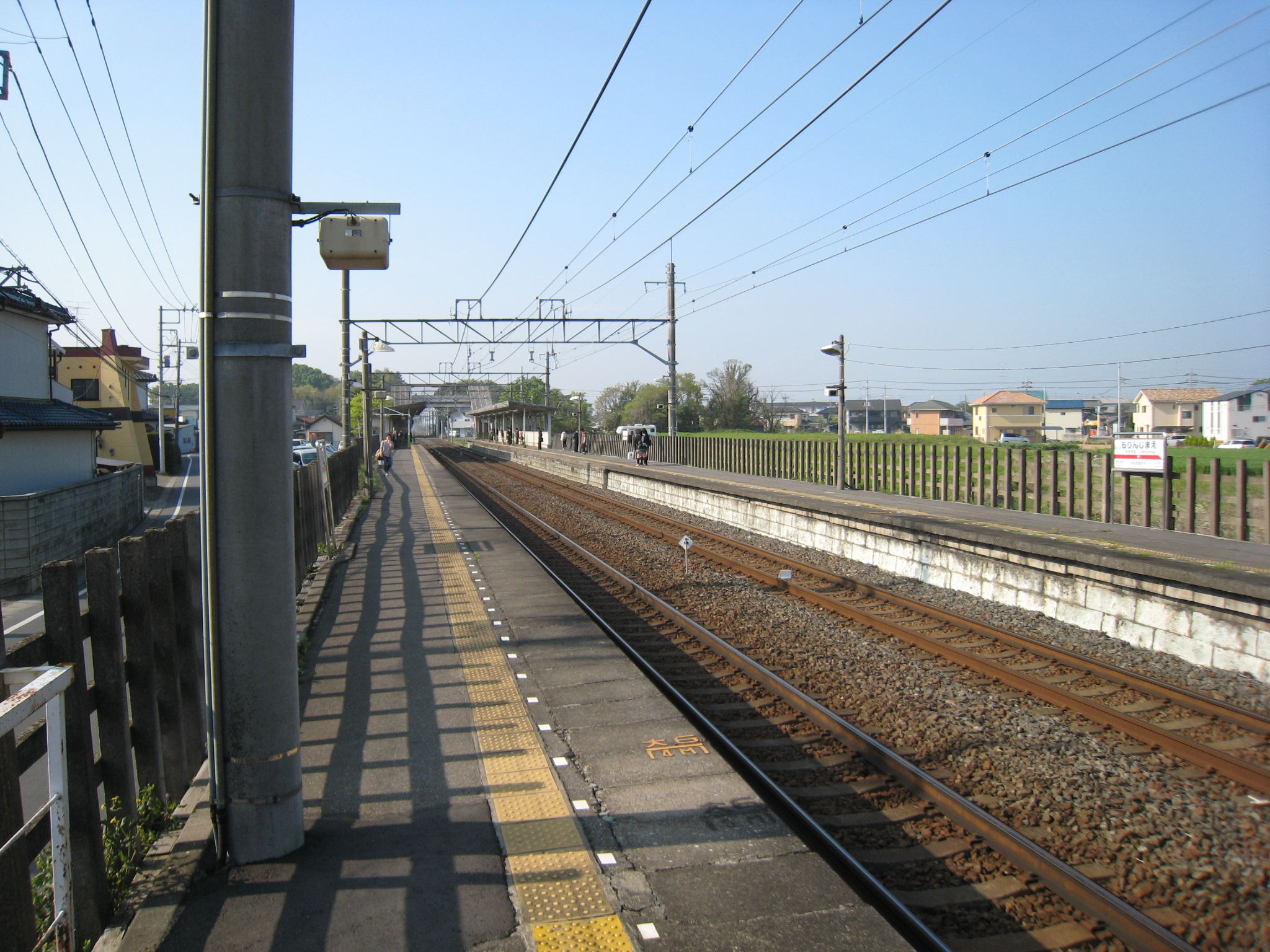
ホーム（2008年4月）

茂林寺前駅（もりんじまええき）は、群馬県館林市堀工町（ほりくちょう）にある東武鉄道伊勢崎線の駅である。駅番号はTI 09。

## 年表
- 1927年（昭和2年）4月1日 - 開業[1][2]。
- 2006年（平成18年）3月18日 - ダイヤ改正に伴い準急が区間急行に名称変更され大幅に本数が削減されると同時に日中の運用形態が久喜駅で系統分割され、日中に浅草駅に向かう列車がなくなった。日中の時間帯は久喜駅－館林駅及び太田駅間を結ぶ普通列車の運用となった。また、区間準急の新たな停車駅となった。[要出典]
- 2012年（平成24年）3月17日 - TI 09の駅ナンバリングを導入。
- 2013年（平成25年）3月26日 - 発車メロディを導入。

## 駅構造
相対式ホーム2面2線を有する地上駅。駅舎は浅草方面ホーム側にあり、太田方面ホームとの間は跨線橋で連絡している。トイレは浅草方面ホーム側に設置されており、男女別の水洗式である。かつては男女別の汲み取り式であった。
当駅は東武トレジャーガーデン（旧・野鳥の森と〜ぶ）の最寄駅であり、春の行楽シーズンは特急「りょうもう」の一部列車が当駅に臨時停車していた。

### のりば
| 番線 | 路線     | 方向 | 行先                                                                                 |
| ---- | -------- | ---- | ------------------------------------------------------------------------------------ |
| 1    | 伊勢崎線 | 上り | 久喜・東武動物公園・ 東武スカイツリーライン 北千住・とうきょうスカイツリー・浅草方面 |
| 2    | 伊勢崎線 | 下り | 館林・足利市・太田方面                                                               |

- 上記の路線名は旅客案内上の名称（「東武スカイツリーライン」は愛称）で表記している。

## 利用状況
2024年度の一日平均乗降人員は1,407人である。
近年の1日平均乗降人員の推移は下記の通り｡
| 年度               | 1日平均 乗降人員 | 出典       |
| ------------------ | ---------------- | ---------- |
| 1998年（平成10年） | 1,529            |            |
| 1999年（平成11年） | 1,562            |            |
| 2000年（平成12年） | 1,647            |            |
| 2001年（平成13年） | 1,647            |            |
| 2002年（平成14年） | 1,657            |            |
| 2003年（平成15年） | 1,658            |            |
| 2004年（平成16年） | 1,627            |            |
| 2005年（平成17年） | 1,584            |            |
| 2006年（平成18年） | 1,630            |            |
| 2007年（平成19年） | 1,696            |            |
| 2008年（平成20年） | 1,725            |            |
| 2009年（平成21年） | 1,765            |            |
| 2010年（平成22年） | 1,766            |            |
| 2011年（平成23年） | 1,734            |            |
| 2012年（平成24年） | 1,748            |            |
| 2013年（平成25年） | 1,815            |            |
| 2014年（平成26年） | 1,761            |            |
| 2015年（平成27年） | 1,708            |            |
| 2016年（平成28年） | 1,673            |            |
| 2017年（平成29年） | 1,698            |            |
| 2018年（平成30年） | 1,640            | [ 東武 3 ] |
| 2019年（令和元年） | 1,574            | [ 東武 4 ] |
| 2020年（令和02年） | 1,074            | [ 東武 5 ] |
| 2021年（令和03年） | 1,286            | [ 東武 6 ] |
| 2022年（令和04年） | 1,358            | [ 東武 7 ] |
| 2023年（令和05年） | 1,411            | [ 東武 8 ] |
| 2024年（令和06年） | 1,407            | [ 東武 1 ] |

## 駅周辺
出典:茂林寺前駅 Googleマップ
駅は、駅北側に国道354号線が東西を貫き、駅西側で国道354号線から分岐した国道122号線（館林明和バイパス）が南へ通り、国道122号線と駅との間に県道7号線（佐野行田線）、駅東側に県道366号線（江口館林線）が通り、駅南側には谷田川が流れる間にある。駅名にもなっている茂林寺は駅から東南東にあり、茂林寺の北に茂林寺公園および茂林寺沼湿原が広がっている。なお、公園施設などは駅東側に集中している。
茂林寺より東にダークダックス館林音楽館、その北側に茂林寺沼があり、さらに北側には東武トレジャーガーデン（旧・野鳥の森と〜ぶ）がある。そこから東の県道366号線を越えた先に、自然保護公園の蛇沼湿原や四中の森、虫の小径がある。また、駅西側には、近藤沼と隣接の近藤沼公園がある。
学校・学園関連では、駅前北側に、関東学園分福運動場があり、上記の東武トレジャーガーデン北に館林市立美園小学校がある。駅西側には、館林市立第三中学校、青柳保育園、館林高等看護学院がある。
駅前は、改札口近接の茂林寺駅前郵便局がある他は、大きなショッピングモールなどの大型施設は無い。

## 隣の駅
東武鉄道
 伊勢崎線
■区間急行・■区間準急・■普通
川俣駅 (TI 08) - 茂林寺前駅 (TI 09) - 館林駅 (TI 10)